# 横田頼業
横田 頼業（よこた よりなり）は、鎌倉時代中期の御家人。下野国上三川城主。横田氏の祖。

## 略歴
宇都宮頼綱の次男として誕生。母は稲毛重成の娘であり上条時綱は同母兄にあたる。
嘉禎3年（1237年）10月、横田城を築いて居城とし、横田郷千余町を支配して横田氏を名乗る。建長元年（1249年）には、上三川城を築いて居城を移している。寛喜元年（1229年）9月になると兄であり当主・宇都宮泰綱の活動が活発化し、それに伴い頼業や兄弟である時綱、多功宗朝、従兄弟にあたる塩谷親朝、笠間時朝兄弟らと共に幕府に出仕し活躍した。
『吾妻鏡』には、承久元年（1220年）5月20日の藤原頼経の関東下向の先陣に名を連ねるのを始めとして、数多くの記述にその名が散見され、また、知勇兼備の武将として名高く、歌人として文化的に活躍するだけでなく、『承久軍物語』では、特筆してその武勇が讃えられており、有力御家人として活躍していた事がうかがえる。仁治元年（1240年）には伊予国の守護職に就いていた。
宝治元年6月5日（1247年7月8日）に起きた宝治合戦では、同母兄・時綱と対立し、三浦氏に加担しなかったので粛清から逃れることができた。時綱は三浦一族と共に鎌倉法華堂で自害し、その子・時村は宇都宮小田橋で殺害された。
建治3年（1277年）、死去。享年83。

## 系譜
- 父：宇都宮頼綱（1172-1259）
- 母：稲毛重成娘
- 室：塩谷惟広娘
- 生母不明の子女
  - 男子：横田親泰
  - 男子：横田時業
  - 男子：横田実業
  - 男子：横田秀業
  - 男子：横田頼基
  - 男子：松野業義
  - 男子：蒲生秀頼
- 養子
  - 男子：横田泰親 - 上条時綱の子